# Orthoporidra
Orthoporidra is een mosdiertjesgeslacht uit de familie van de Lekythoporidae en de orde Cheilostomatida. De wetenschappelijke naam ervan is in 1927 voor het eerst geldig gepubliceerd door Ferdinand Canu en Ray Smith Bassler.

## Soorten
- Orthoporidra brachyrhyncha Moyano, 1985
- Orthoporidra compacta (Waters, 1904)
- Orthoporidra nova Figuerola, Gordon & Cristobo, 2018
- Orthoporidra petiolata (Waters, 1904)
- Orthoporidra solida (Busk, 1881)
- Orthoporidra stenorhyncha Moyano, 1985